# McCall (udde)
McCall är en udde i Antarktis. Den ligger i Västantarktis. Argentina, Chile och Storbritannien gör anspråk på området.
Terrängen inåt land är varierad. Havet är nära McCall åt sydväst. Trakten är glest befolkad. Närmaste befolkade plats är Detaille Island (Base W) /Brit./, 19,4 kilometer norr om McCall.